# Tragbare Sonnenuhr
Eine Tragbare Sonnenuhr (auch Reisesonnenuhr) ist eine Sonnenuhr, die nicht fest aufzustellen oder zu montieren ist. Ortsfeste Sonnenuhren messen meistens den Stundenwinkel der Sonne direkt, wobei sie gegen die Himmelsrichtungen ausgerichtet sein müssen.
Tragbare Sonnenuhren sind meistens Höhensonnenuhren, mit denen der Höhenwinkel der Sonne gemessen und nach Auswertung mit der als bekannt vorausgesetzten Deklination der Sonne (beziehungsweise dem Jahresdatum) als Uhrzeit angezeigt wird. In der Regel muss man auch wissen, ob Vor- oder Nachmittag ist, denn ein bestimmter Höhenwinkel ist zweimal am Tage messbar.
Wie in der Skala einer Höhensonnenuhr der Höhenwinkel {\displaystyle h} als Stundenwinkel {\displaystyle \tau } und damit als Uhrzeit zu codieren ist, zeigt die folgende Gleichung:
{\displaystyle \cos \tau ={\frac {\sin h-\sin \delta \sin \varphi }{\cos \delta \cos \varphi }}}
Darin ist außer der Abhängigkeit vom Deklinationswinkel {\displaystyle \delta } auch die von der geographischen Breite {\displaystyle \varphi } enthalten.
Bis in die jüngere Vergangenheit (etwa 1900) wurden verkleinerte übliche Sonnenuhren (Messung des Stundenwinkels) mit einem kleinen Magnetkompass versehen und mit auf Reisen genommen. Der Kompass diente zum Einnorden einer solchen horizontalen Kleinsonnenuhr.
Eine besondere tragbare Sonnenuhr ist die tragbare Ringsonnenuhr. Sie wird bei Gebrauch ohne zusätzliche Hilfe eingenordet. Man erhält auf diese Weise eine den Stundenwinkel messende Sonnenuhr, die einer ortsfesten ringförmigen Äquatorialsonnenuhr ähnelt und ähnlich benutzt wird.
Da früher nicht weit weg von zu Hause gereist wurde, waren die meisten tragbaren Sonnenuhren nur für eine bestimmte geographische Breite eingerichtet. An einigen (zum Beispiel an der abgebildeten zweiten und der dritten Sonnenuhr) ließ sich die veränderte geographische Breite, die man natürlich auch kennen musste, einstellen.
Eine nicht gerade handliche, aber immer noch durchaus transportable Sonnenuhr von hoher, fast minutengenauer Präzision ist der gegen 1858 entwickelte Skiostat. An ihm konnte nach manueller Einstellung der aktuellen geographischen Breite mit Hilfe eines Schattenzeigers und einer Tagesskala die Nord-Süd-Richtung auch ohne Kompass genau justiert werden.

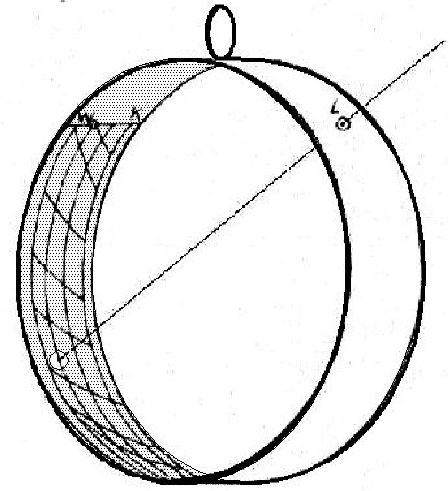
Tragbare Höhensonnenuhr als Bauernring, parallele Deklinationskreise
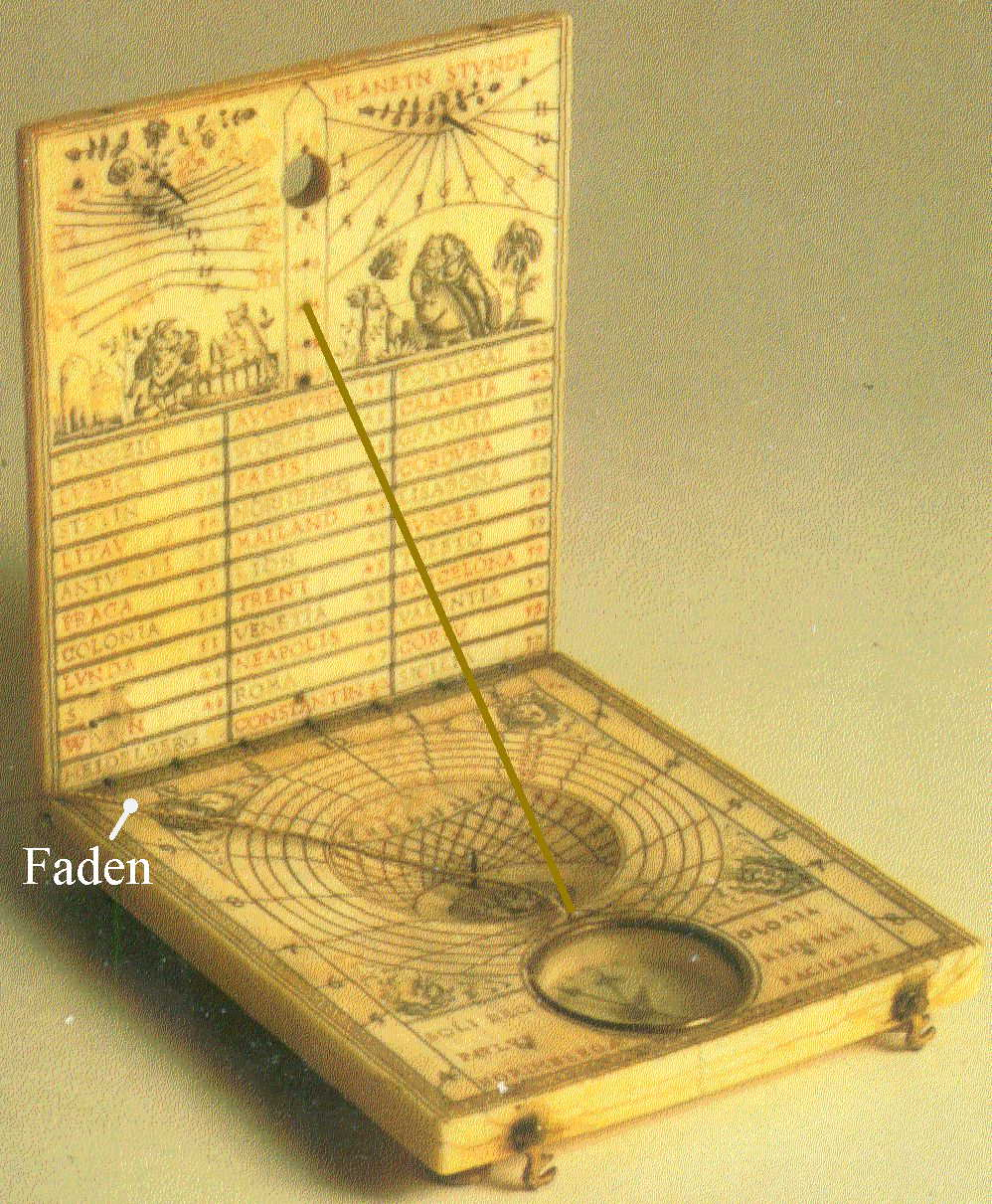
Tragbare horizontale Sonnenuhr + Kompass. Polstab: auf {\displaystyle \varphi } einstellbarer Faden, extra: 1 Skaphe + 2 Vertikalsonnenuhren
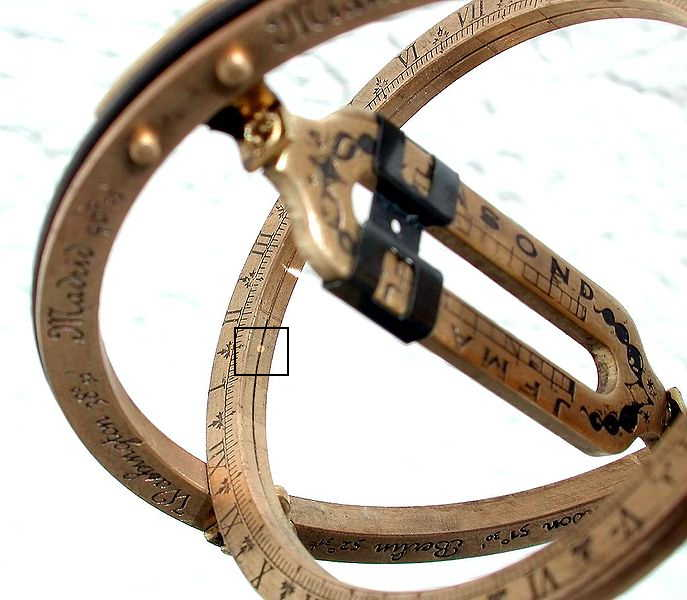
Tragbare Ringsonnenuhr mit auf die Deklination einzustellendem Loch-Nodus, Aufhängeöse am äußeren Ring {\displaystyle \varphi }-abhängig verschiebbar
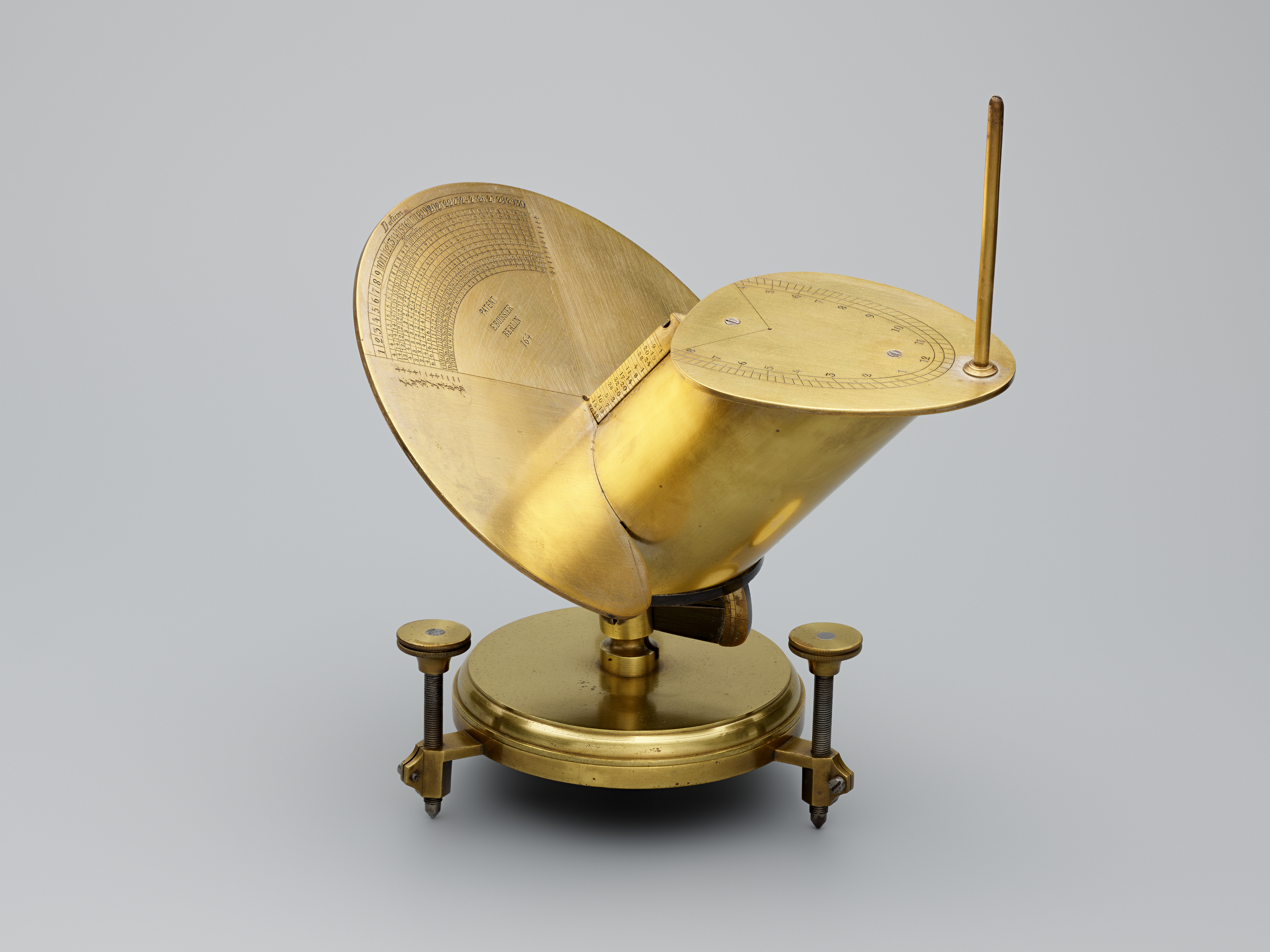
Skiostat von E. Boissier, Berlin, 1854–1865, Höhe 25 cm, Focke-Museum Bremen